# Fraseria
Fraseria es un género de aves paseriformes perteneciente a la familia Muscicapidae.

## Especies
Contiene las siguientes especies:
- Fraseria cinerascens (Hartlaub, 1857) - papamoscas cejiblanco;
- Fraseria ocreata (Strickland, 1844) - papamoscas forestal.